# Fabian har Tandpine
Fabian har Tandpine er en dansk stum komediefilm fra 1910 produceret af Nordisk Films Kompagni. Filmens instruktør er ukendt.
Filmen indgik en en serie af filmfarcer produceret af Nordisk Film med Victor Fabian i hovedrollen.
Filmen blev i tysktalende lande distribueret som Heidepriem hat Zahnschmerzen.  

## Handling
Fabian har tandpine og forsøger på alle måde at få tandpinen til at gå over. Til sidst kommer tanden ud.